# Calesia xanthognatha
Calesia xanthognatha är en fjärilsart som beskrevs av George Francis Hampson 1926. Calesia xanthognatha ingår i släktet Calesia och familjen nattflyn. Inga underarter finns listade i Catalogue of Life.